# I Could Never Be Ashamed of You
Singles de Hank Williams
Settin' the Woods on Fire (en)
(1952) Kaw-Liga (en)
(1953)
I Could Never Be Ashamed of You est une chanson de Hank Williams. La chanson sort en face B du single I'll Never Get Out of This World Alive (en), en novembre 1952, sous le label MGM Records.

## Reprises
La chanson est reprise par de nombreux artistes : Jerry Lee Lewis (1957), George Hamilton IV (en) (1958), Johnny Cash (1958), Ferlin Husky (1961), Ernest Tubb (1968), Glen Campbell (1973), Charley Pride (1980) et Moe Bandy (en) (1983).

## Source de la traduction
- (en) Cet article est partiellement ou en totalité issu de l’article de Wikipédia en anglais intitulé « I Could Never Be Ashamed of You » (voir la liste des auteurs).